# Olympische Jugend-Winterspiele 2024/Teilnehmer (Vereinigte Staaten)
| Gelbes Symbol für Goldmedaillen mit stilisierten Olympischen Ringen | Graues Symbol für Silbermedaillen mit stilisierten Olympischen Ringen | Braundes Symbol für Bronzemedaillen mit stilisierten Olympischen Ringen |
| ------------------------------------------------------------------- | --------------------------------------------------------------------- | ----------------------------------------------------------------------- |
| 5                                                                   | 11                                                                    | 5                                                                       |

Die Vereinigten Staaten nahmen an den Olympischen Jugend-Winterspielen 2024 in der südkoreanischen Provinz Gangwon mit 101 Athleten teil.

## Medaillen

### Medaillenspiegel
| Rang   | Sportart         | Gold | Silber | Bronze | Gesamt |
| ------ | ---------------- | ---- | ------ | ------ | ------ |
| 1      | Freestyle-Skiing | 3    | 3      | 3      | 9      |
| 2      | Shorttrack       | 1    | 1      | —      | 2      |
| 3      | Eishockey        | 1    | —      | —      | 1      |
| 4      | Eiskunstlauf     | —    | 3      | —      | 3      |
| 5      | Skispringen      | —    | 2      | —      | 2      |
| 6      | Skilanglauf      | —    | 1      | 1      | 2      |
| 7      | Snowboard        | —    | 1      | —      | 1      |
| 8      | Curling          | —    | —      | 1      | 1      |
| Gesamt | Gesamt           | 5    | 11     | 5      | 21     |

### Medaillengewinner
| Name/n | Sportart         | Wettkampf              |
| --- | ---------------- | ---------------------- |
| Gold |                  |                        |
| Sean Shuai | Shorttrack       | 500 m                  |
| Elizabeth Lemley Porter Huff | Freestyle-Skiing | Mixed Team Dual Moguls |
| Henry Townshend | Freestyle-Skiing | Slopestyle             |
| Elizabeth Lemley | Freestyle-Skiing | Dual Moguls            |
| Abe Barnett Mickey Berchild Cole Bumgarner AJ Francisco Aurelio Garcia Shaeffer Gordon-Carroll JP Hurlbert Logan Lutner Jackson Marthaler Tyler Martyniuk Luke Schairer Logan Stuart Spencer Thornborough Zane Torre Parker Trottier Gavin Weeks Xavier Wendt | Eishockey        | Mannschaft             |
| Silber |                  |                        |
| Josie Johnson | Skispringen      | Normalschanze          |
| Morgan Shute | Freestyle-Skiing | Skicross               |
| Walker Robinson Morgan Shute | Freestyle-Skiing | Mixed Team Skicross    |
| Elizabeth Rhodehamel Kyungeun Jang Sean Shuai Julius Kazenecki | Shorttrack       | Mixed Staffel          |
| Porter Huff | Freestyle-Skiing | Dual Moguls            |
| Oliver Martin | Snowboard        | Big Air                |
| Rebecca Flynn | Snowboard        | Big Air                |
| Cayla Smith Jared McPike | Eiskunstlauf     | Paarlauf               |
| Olivia Ilin Dylan Cain | Eiskunstlauf     | Eistanz                |
| Sherry Zhang Jacob Sanchez Cayla Smith / Jared McPike Olivia Ilin / Dylan Cain | Eiskunstlauf     | Teamwettbewerb         |
| Alessandro Barbieri | Snowboard        | Halfpipe               |
| Bronze |                  |                        |
| Abby McLarnon Jiah Cohen | Freestyle-Skiing | Mixed Team Dual Moguls |
| Abby McLarnon | Freestyle-Skiing | Dual Moguls            |
| Tabor Greenberg | Skilanglauf      | Sprint Freier Stil     |
| Kathryn Gray | Freestyle-Skiing | Halfpipe               |
| Ella Wendling Benji Paral | Curling          | Mixed Doppel           |

## Teilnehmer nach Sportarten

### Biathlon
| Athleten                                                     | Wettbewerbe                           | Zeit        | Fehler          | Rang |
| ------------------------------------------------------------ | ------------------------------------- | ----------- | --------------- | ---- |
| Frauen                                                       |                                       |             |                 |      |
| Emily Campbell                                               | 6 km Sprint                           | 27:35,7 min | 9 (5+4)         | 76   |
| Emily Campbell                                               | 10 km Einzel                          | 44:10,0 min | 2 (1+0+1+0)     | 45   |
| Molly Maybach                                                | 6 km Sprint                           | 22:26,1 min | 3 (1+2)         | 27   |
| Molly Maybach                                                | 10 km Einzel                          | 47:22,5 min | 8 (2+3+0+3)     | 71   |
| Alexandria Taylor                                            | 6 km Sprint                           | 25:53,0 min | 7 (3+4)         | 65   |
| Alexandria Taylor                                            | 10 km Einzel                          | 44:54,7 min | 6 (0+3+1+2)     | 56   |
| Männer                                                       |                                       |             |                 |      |
| John Lohuis                                                  | 7,5 km Sprint                         | 24:11,3 min | 1 (0+1)         | 38   |
| John Lohuis                                                  | 12,5 km Einzel                        | 47:55,6 min | 6 (2+3+0+1)     | 35   |
| Noa Kam-Magruder                                             | 7,5 km Sprint                         | 25:14 6 min | 7 (5+2)         | 62   |
| Noa Kam-Magruder                                             | 12,5 km Einzel                        | 48:39,1 min | 7 (1+2+1+3)     | 48   |
| Elias Soule                                                  | 7,5 km Sprint                         | 23:33,2 min | 5 (2+3)         | 23   |
| Elias Soule                                                  | 12,5 km Einzel                        | 47:23,7 min | 5 (0+0+2+3)     | 31   |
| Mixed                                                        |                                       |             |                 |      |
| Emily Campbell Elias Soule                                   | Single-Mixed-Staffel (6 km + 7,5 km)  | 54:10,8 min | 6+15 (5+10 1+5) | 28   |
| Alexandria Taylor Molly Maybach Noa Kam-Magruder John Lohuis | Mixed-Staffel (2 × 6 km + 2 × 7,5 km) | DNF         | DNF             | DNF  |

### Bob
| Athleten              | Lauf 1  | Lauf 1 | Lauf 2  | Lauf 2 | Gesamt      | Gesamt |
| Athleten              | Zeit    | Rang   | Zeit    | Rang   | Zeit        | Rang   |
| --------------------- | ------- | ------ | ------- | ------ | ----------- | ------ |
| Frauen                |         |        |         |        |             |        |
| Emily Bradley         | 57,08 s | 4      | 58,35 s | 11     | 1:55,43 min | 8      |
| Männer                |         |        |         |        |             |        |
| John Bernard Lansing  | 55,21 s | 7      | 56,01 s | 9      | 1:51,22 min | 9      |
| Liam Allister McKenna | 56,77 s | 18     | 56,77 s | 17     | 1:53,54 min | 18     |

### Curling
| Wettbewerb      | Mixed Team                                                                            | Mixed Doppel                                                    |
| --------------- | ------------------------------------------------------------------------------------- | --------------------------------------------------------------- |
| Athleten        | Kenna Ponzio Zachary Brenden Teegan Thurston Owen Nelson                              | Ella Wendling Benji Paral                                       |
| Vorrunde        | Norwegen 8:3 Neuseeland 8:4 Türkei 8:2 Japan 8:6 Nigeria 20:0 Schweden 11:5 China 5:6 | Schweden 6:5 Katar 13:1 Norwegen 8:3 Ukraine 9:1 Slowenien 12:0 |
| Viertelfinale   | Schweiz 3:4                                                                           | Tschechien 8:7                                                  |
| Halbfinale      | ausgeschieden                                                                         | Dänemark 5:6                                                    |
| Spiel um Bronze | ausgeschieden                                                                         | Schweden 7:4                                                    |
| Rang            | 5                                                                                     | Bronze                                                          |

### Eishockey
| Wettbewerb | Männer Mannschaft |
| ---------- | --- |
| Athleten   | Abe Barnett Mickey Berchild Cole Bumgarner AJ Francisco Aurelio Garcia Shaeffer Gordon-Carroll JP Hurlbert Logan Lutner Jackson Marthaler Tyler Martyniuk Luke Schairer Logan Stuart Spencer Thornborough Zane Torre Parker Trottier Gavin Weeks Xavier Wendt |
| Vorrunde   | Slowakei 5:4 n, P, Tschechien 5:6 |
| Halbfinale | Kanada 6:5 n, P, |
| Finale     | Tschechien 4:0 |
| Rang       | Gold |

### Eiskunstlauf
| Athleten                                                                       | Wettbewerb     | Kurzprogramm/-tanz | Kurzprogramm/-tanz | Kür/Kürtanz | Kür/Kürtanz | Gesamt | Gesamt |
| Athleten                                                                       | Wettbewerb     | Punkte             | Rang               | Punkte      | Rang        | Punkte | Rang   |
| ------------------------------------------------------------------------------ | -------------- | ------------------ | ------------------ | ----------- | ----------- | ------ | ------ |
| Frauen                                                                         |                |                    |                    |             |             |        |        |
| Sherry Zhang                                                                   | Einzel         | 45,97              | 14                 | 123,48      | 3           | 169,45 | 6      |
| Männer                                                                         |                |                    |                    |             |             |        |        |
| Jacob Sanchez                                                                  | Einzel         | 76,38              | 1                  | 123,90      | 6           | 200,28 | 4      |
| Mixed                                                                          |                |                    |                    |             |             |        |        |
| Cayla Smith Jared McPike                                                       | Paarlauf       | 36,80              | 2                  | 61,20       | 3           | 98,00  | Silber |
| Olivia Ilin Dylan Cain                                                         | Eistanz        | 57,46              | 2                  | 84,92       | 3           | 142,38 | Silber |
| Sherry Zhang Jacob Sanchez Cayla Smith / Jared McPike Olivia Ilin / Dylan Cain | Teamwettbewerb | —                  | —                  | —           | —           | 12     | Silber |

### Eisschnelllauf
| Athleten      | Wettbewerb | Zeit         | Rang |
| ------------- | ---------- | ------------ | ---- |
| Frauen        |            |              |      |
| Marley Soldan | 500 m      | 43,26 s      | 22   |
| Marley Soldan | 1500 m     | 2:11,85 min  | 14   |
| Männer        |            |              |      |
| Max Weber     | 500 m      | 37,81 s      | 11   |
| Max Weber     | 1500 m     | 1:54,893 min | 06   |
| Liam Kitchel  | 500 m      | 38,97 s      | 17   |
| Liam Kitchel  | 1500 m     | 1:58,01 min  | 14   |

| Athleten                | Wettbewerb  | Halbfinale   | Halbfinale | Finale        | Finale        | Rang |
| Athleten                | Wettbewerb  | Zeit         | Rang       | Zeit          | Rang          | Rang |
| ----------------------- | ----------- | ------------ | ---------- | ------------- | ------------- | ---- |
| Frauen                  |             |              |            |               |               |      |
| Marley Soldan           | Massenstart | 6:25,912 min | 6          | 5:58,07 min   | 7             | 7    |
| Männer                  |             |              |            |               |               |      |
| Max Weber               | Massenstart | DSQ          | DSQ        | ausgeschieden | ausgeschieden | DSQ  |
| Liam Kitchel            | Massenstart | 5:31,41 min  | 4          | 5:32,05 min   | 14            | 14   |
| Mixed                   |             |              |            |               |               |      |
| Max Weber Marley Soldan | Staffel     | 3:13,80 min  | 8          | ausgeschieden | ausgeschieden | 8    |

### Freestyle-Skiing
| Athleten                     | Wettbewerb             | Gruppenphase | Gruppenphase | Achtelfinale   | Achtelfinale | Achtelfinale | Viertelfinale       | Viertelfinale | Viertelfinale | Halbfinale         | Halbfinale | Halbfinale | Finale/Kleines Finale              | Finale/Kleines Finale | Finale/Kleines Finale | Rang   |
| Athleten                     | Wettbewerb             | Punkte       | Rang         | Gegner         | Punkte       | Rang         | Gegner              | Punkte        | Rang          | Gegner             | Punkte     | Rang       | Gegner                             | Punkte                | Rang                  | Rang   |
| ---------------------------- | ---------------------- | ------------ | ------------ | -------------- | ------------ | ------------ | ------------------- | ------------- | ------------- | ------------------ | ---------- | ---------- | ---------------------------------- | --------------------- | --------------------- | ------ |
| Frauen                       |                        |              |              |                |              |              |                     |               |               |                    |            |            |                                    |                       |                       |        |
| Elizabeth Lemley             | Dual Moguls            | 12           | 1            | —              | —            | —            | —                   | —             | —             | Manuela Passaretta | 25         | 1          | Finale: Lottie Lodge               | 22                    | 1                     | Gold   |
| Abby McLarnon                | Dual Moguls            | 12           | 1            | —              | —            | —            | —                   | —             | —             | Lottie Lodge       | 15         | 2          | Kleines Finale: Manuela Passaretta | 19                    | 1                     | Bronze |
| Männer                       |                        |              |              |                |              |              |                     |               |               |                    |            |            |                                    |                       |                       |        |
| Jiah Cohen                   | Dual Moguls            | 11           | 3            | —              | —            | —            | —                   | —             | —             | Lee Yoon-seung     | 15         | 2          | Kleines Finale: Takuto Nakamura    | 16                    | 2                     | 4      |
| Porter Huff                  | Dual Moguls            | 12           | 1            | —              | —            | —            | —                   | —             | —             | Takuto Nakamura    | 32         | 1          | Finale: Lee Yoon-seung             | 17                    | 2                     | Silber |
| Mixed                        |                        |              |              |                |              |              |                     |               |               |                    |            |            |                                    |                       |                       |        |
| Elizabeth Lemley Porter Huff | Mixed Team Dual Moguls | —            | —            | Freilos        | Freilos      | Freilos      | Boychuk / Sauvageau | 50            | 1             | Sakai / Nakamura   | 38         | 1          | Finale: Yun / Lee                  | 43                    | 1                     | Gold   |
| Abby McLarnon Jiah Cohen     | Mixed Team Dual Moguls | —            | —            | Kissil / Perez | 68           | 1            | Joly / Gay          | 31            | 1             | Yun / Lee          | 35         | 2          | Kleines Finale: Sakai / Nakamura   | 44                    | 1                     | Bronze |

| Athleten        | Wettbewerb | Qualifikation | Qualifikation | Finale        | Finale        | Rang   |
| Athleten        | Wettbewerb | Punkte        | Rang          | Punkte        | Rang          | Rang   |
| --------------- | ---------- | ------------- | ------------- | ------------- | ------------- | ------ |
| Frauen          |            |               |               |               |               |        |
| Eleanor Andrews | Slopestyle | 79,25         | 3             | 53,50         | 8             | 8      |
| Eleanor Andrews | Big Air    | 67,75         | 7             | 134,25        | 5             | 5      |
| Piper Arnold    | Halfpipe   | 66,50         | 4             | 60,75         | 4             | 4      |
| Kathryn Gray    | Slopestyle | 76,00         | 5             | 63,75         | 6             | 6      |
| Kathryn Gray    | Big Air    | 68,75         | 6             | 133,00        | 7             | 7      |
| Kathryn Gray    | Halfpipe   | 81,50         | 3             | 79,25         | 3             | Bronze |
| Männer          |            |               |               |               |               |        |
| Ben Fethke      | Halfpipe   | 63,25         | 6             | 72,50         | 6             | 6      |
| Hunter Maytin   | Halfpipe   | 70,25         | 4             | 75,25         | 5             | 5      |
| Jack Rodeheaver | Slopestyle | 32,75         | 19            | ausgeschieden | ausgeschieden | 19     |
| Jack Rodeheaver | Big Air    | 30,00         | 21            | ausgeschieden | ausgeschieden | 21     |
| Henry Townsend  | Slopestyle | 78,00         | 7             | 90,25         | 1             | Gold   |
| Henry Townsend  | Big Air    | 75,75         | 11            | ausgeschieden | ausgeschieden | 11     |

| Athleten                     | Wettbewerbe         | Vorrunde | Viertelfinale | Halbfinale    | Finale/Kleines Finale | Rang   |
| Athleten                     | Wettbewerbe         | Rang     | Rang          | Rang          | Rang                  | Rang   |
| ---------------------------- | ------------------- | -------- | ------------- | ------------- | --------------------- | ------ |
| Frauen                       |                     |          |               |               |                       |        |
| Morgan Shute                 | Skicross            | 1        | —             | 1             | Finale: 2             | Silber |
| Maggie Swain                 | Skicross            | 5        | —             | ausgeschieden | ausgeschieden         | 9      |
| Männer                       |                     |          |               |               |                       |        |
| Walker Robinson              | Skicross            | 3        | —             | 2             | Finale: 4             | 4      |
| Aiden England                | Skicross            | 11       | —             | ausgeschieden | ausgeschieden         | 22     |
| Mixed                        |                     |          |               |               |                       |        |
| Walker Robinson Morgan Shute | Mixed-Team Skicross | Freilos  | 1             | 2             | Finale: 2             | Silber |
| Aiden England Maggie Swain   | Mixed-Team Skicross | Freilos  | 2             | 3             | Kleines Finale: 3     | 7      |

### Nordische Kombination
| Athleten                                            | Wettbewerb                                | Skispringen                 | Skispringen | Skispringen | Langlauf    | Langlauf | Rang |
| Athleten                                            | Wettbewerb                                | Weite                       | Punkte      | Rang        | Zeit        | Rang     | Rang |
| --------------------------------------------------- | ----------------------------------------- | --------------------------- | ----------- | ----------- | ----------- | -------- | ---- |
| Frauen                                              |                                           |                             |             |             |             |          |      |
| Kai McKinnon                                        | Gundersen Normalschanze / 4 km            | 83,0                        | 78,8        | 16          | 14:03,9     | 16       | 16   |
| Ella Wilson                                         | Gundersen Normalschanze / 4 km            | 95,5                        | 104,6       | 9           | 12:50,3     | 11       | 11   |
| Männer                                              |                                           |                             |             |             |             |          |      |
| Anders Giese                                        | Gundersen Normalschanze / 6 km            | 69,5                        | 57,1        | 29          | 19:40,2     | 28       | 28   |
| Arthur Tirone                                       | Gundersen Normalschanze / 6 km            | 87,0                        | 88,3        | 23          | 17:09,3     | 22       | 22   |
| Mixed                                               |                                           |                             |             |             |             |          |      |
| Kai McKinnon Arthur Tirone Anders Giese Ella Wilson | Team Gundersen Normalschanze / 4 × 3,3 km | 86,0 m 79,0 m 74,0 m 83,0 m | 285,8       | 9           | 37:50,3 min | 9        | 9    |

### Rennrodeln
| Athleten                                            | Wettbewerb   | Lauf 1   | Lauf 1 | Lauf 2   | Lauf 2 | Gesamt       | Gesamt |
| Athleten                                            | Wettbewerb   | Zeit     | Rang   | Zeit     | Rang   | Zeit         | Rang   |
| --------------------------------------------------- | ------------ | -------- | ------ | -------- | ------ | ------------ | ------ |
| Frauen                                              |              |          |        |          |        |              |        |
| Elizabeth Kleinheinz                                | Einsitzer    | 50,345 s | 23     | 49,669 s | 16     | 1:40,014 min | 18     |
| Talia Tonn                                          | Einsitzer    | 49,064 s | 11     | DNF      | DNF    | DNF          | DNF    |
| Sadie Martin Haidyn Bunker                          | Doppelsitzer | 52,890 s | 8      | DNF      | DNF    | DNF          | DNF    |
| Männer                                              |              |          |        |          |        |              |        |
| Orson Colby                                         | Einsitzer    | 47,973 s | 14     | 48,141 s | 17     | 1:36,114 min | 14     |
| Nathan Bivins Wolfgang Lux                          | Doppelsitzer | 52,650 s | 10     | 53,482 s | 11     | 1:46,132 min | 11     |
| Mixed                                               |              |          |        |          |        |              |        |
| Orson Colby Talia Tonn Nathan Bivins / Wolfgang Lux | Teamstaffel  | —        | —      | —        | —      | 2:36,140 min | 9      |

### Shorttrack
| Athleten                                                       | Wettbewerb | Vorläufe     | Vorläufe | Viertelfinale | Viertelfinale | Halbfinale    | Halbfinale    | Finale A/B             | Finale A/B    | Rang   |
| Athleten                                                       | Wettbewerb | Zeit         | Rang     | Zeit          | Rang          | Zeit          | Rang          | Zeit                   | Rang          | Rang   |
| -------------------------------------------------------------- | ---------- | ------------ | -------- | ------------- | ------------- | ------------- | ------------- | ---------------------- | ------------- | ------ |
| Frauen                                                         |            |              |          |               |               |               |               |                        |               |        |
| Elizabeth Rhodehamel                                           | 500 m      | 46,358 s     | 2        | 45,841 s      | 4             | ausgeschieden | ausgeschieden | ausgeschieden          | ausgeschieden | 16     |
| Elizabeth Rhodehamel                                           | 1000 m     | 1:38,247 min | 1        | 1:33,595 min  | 4             | ausgeschieden | ausgeschieden | ausgeschieden          | ausgeschieden | 15     |
| Elizabeth Rhodehamel                                           | 1500 m     | —            | —        | 2:28,560 min  | 4             | 2:28,955 min  | 5             | ausgeschieden          | ausgeschieden | 16     |
| Kyungeun Jang                                                  | 500 m      | 46,246 s     | 2        | 45,181 s      | 5             | ausgeschieden | ausgeschieden | ausgeschieden          | ausgeschieden | 17     |
| Kyungeun Jang                                                  | 1000 m     | 1:38,262 min | 1        | 1:39,875 min  | 5             | ausgeschieden | ausgeschieden | ausgeschieden          | ausgeschieden | 19     |
| Kyungeun Jang                                                  | 1500 m     | —            | —        | 2:38,672 min  | 3             | 2:33,880 min  | 4             | B-Finale: 2:46,518 min | 5             | 12     |
| Männer                                                         |            |              |          |               |               |               |               |                        |               |        |
| Sean Shuai                                                     | 500 m      | 41,755 s     | 1        | 40,970 s      | 1             | 41,344 s      | 1             | A-Finale: 41,498 s     | 1             | Gold   |
| Sean Shuai                                                     | 1000 m     | 1:34,520 min | 2        | 1:27,738 min  | 1             | PEN           | PEN           | ausgeschieden          | ausgeschieden | 10     |
| Sean Shuai                                                     | 1500 m     | —            | —        | 2:23,233 min  | 1             | 2:35,845 min  | 2             | A-Finale: 2:22,177 min | 4             | 4      |
| Julius Kazenecki                                               | 500 m      | 51,775 s     | 3        | 43,137 s      | 4             | ausgeschieden | ausgeschieden | ausgeschieden          | ausgeschieden | 16     |
| Julius Kazenecki                                               | 1000 m     | PEN          | PEN      | ausgeschieden | ausgeschieden | ausgeschieden | ausgeschieden | ausgeschieden          | ausgeschieden | PEN    |
| Julius Kazenecki                                               | 1500 m     | —            | —        | 2:23,412 min  | 2             | 2:40,166 min  | 4             | B-Finale: 2:42,031 min | 4             | 11     |
| Elizabeth Rhodehamel Kyungeun Jang Sean Shuai Julius Kazenecki | Staffel    | —            | —        | —             | —             | 2:51,078 min  | 2             | A-Finale: 2:47,124 min | 2             | Silber |

### Skeleton
| Athleten      | Lauf 1  | Lauf 1 | Lauf 2  | Lauf 2 | Gesamt      | Gesamt |
| Athleten      | Zeit    | Rang   | Zeit    | Rang   | Zeit        | Rang   |
| ------------- | ------- | ------ | ------- | ------ | ----------- | ------ |
| Frauen        |         |        |         |        |             |        |
| Biancha Emery | 58,18 s | 15     | 58,88 s | 17     | 1:57,06 min | 16     |
| Männer        |         |        |         |        |             |        |
| Baden Park    | 55,96 s | 15     | 57,47 s | 20     | 1:53,43 min | 18     |
| Noah Park     | 55,62 s | 13     | 56,05 s | 13     | 1:51,67 min | 14     |

### Ski Alpin
| Athleten           | Wettbewerb         | Lauf 1  | Lauf 1 | Lauf 2  | Lauf 2 | Gesamt      | Gesamt |
| Athleten           | Wettbewerb         | Zeit    | Rang   | Zeit    | Rang   | Zeit        | Rang   |
| ------------------ | ------------------ | ------- | ------ | ------- | ------ | ----------- | ------ |
| Frauen             |                    |         |        |         |        |             |        |
| Annika Hunt        | Super-G            | —       | —      | —       | —      | DNF         | DNF    |
| Annika Hunt        | Alpine Kombination | DNS     | DNS    | DNS     | DNS    | DNS         | DNS    |
| Annika Hunt        | Riesenslalom       | 51,30 s | 20     | 53,37 s | 7      | 1:44,67 min | 13     |
| Annika Hunt        | Slalom             | 50,83 s | 7      | DNF     | DNF    | DNF         | DNF    |
| Christina Winchell | Super-G            | —       | —      | —       | —      | 56,16 s     | 22     |
| Christina Winchell | Alpine Kombination | 58,70 s | 26     | 54,68 s | 20     | 1:53,38 min | 21     |
| Christina Winchell | Riesenslalom       | DSQ     | DSQ    | DSQ     | DSQ    | DSQ         | DSQ    |
| Christina Winchell | Slalom             | 55,22 s | 34     | 53,47 s | 25     | 1:48,69 min | 25     |
| Nicole Begue       | Super-G            | —       | —      | —       | —      | 54,22 s     | 6      |
| Nicole Begue       | Alpine Kombination | 57,42 s | 11     | 53,22 s | 14     | 1:50,64 min | 12     |
| Nicole Begue       | Riesenslalom       | DNF     | DNF    | DNF     | DNF    | DNF         | DNF    |
| Nicole Begue       | Slalom             | 52,52 s | 21     | DNF     | DNF    | DNF         | DNF    |
| Männer             |                    |         |        |         |        |             |        |
| Stewart Bruce      | Super-G            | —       | —      | —       | —      | 55,17 s     | 10     |
| Stewart Bruce      | Alpine Kombination | 56,20 s | 25     | 55,95 s | 12     | 1:52,15 min | 7      |
| Stewart Bruce      | Riesenslalom       | 50,86 s | 16     | 46,26 s | 8      | 1:37,12 min | 8      |
| Stewart Bruce      | Slalom             | 48,74 s | 21     | 52,97 s | 8      | 1:41,71 min | 10     |
| Jevin Palmquist    | Super-G            | —       | —      | —       | —      | DNF         | DNF    |
| Jevin Palmquist    | Alpine Kombination | 55,33 s | 11     | 55,22 s | 6      | 1:50,55 min | 7      |
| Jevin Palmquist    | Riesenslalom       | 50,67 s | 15     | 46,60 s | 14     | 1:37,27 min | 10     |
| Jevin Palmquist    | Slalom             | 47,64 s | 8      | 52,51 s | 5      | 1:40,15 min |        |

| Athleten                    | Wettbewerbe | Achtelfinale | Achtelfinale | Viertelfinale | Viertelfinale | Halbfinale | Halbfinale | Finale/Platz 3 | Finale/Platz 3 | Rang |
| Athleten                    | Wettbewerbe | Gegner       | Punkte       | Gegner        | Punkte        | Gegner     | Punkte     | Gegner         | Punkte         | Rang |
| --------------------------- | ----------- | ------------ | ------------ | ------------- | ------------- | ---------- | ---------- | -------------- | -------------- | ---- |
| Mixed                       |             |              |              |               |               |            |            |                |                |      |
| Annika Hunt Jevin Palmquist | Mannschaft  | SVK          | 1:3          | ITA           | 2:2 1         | AUT        | 1:3        | Platz 3: FIN   | 2:2 1          | 4    |

### Skilanglauf
| Athleten                                                  | Wettbewerbe      | Zeit        | Rang |
| --------------------------------------------------------- | ---------------- | ----------- | ---- |
| Frauen                                                    |                  |             |      |
| Sydney Drevlow                                            | 7,5 km klassisch | 23:30,9 min | 19   |
| Neve Gerard                                               | 7,5 km klassisch | 22:45,1 min | 06   |
| Rose Horning                                              | 7,5 km klassisch | 23:16,4 min | 13   |
| Männer                                                    |                  |             |      |
| Benjamin Barbier                                          | 7,5 km klassisch | 20:26,3 min | 11   |
| Tabor Greenberg                                           | 7,5 km klassisch | 20:29,4 min | 12   |
| Landon Wyatt                                              | 7,5 km klassisch | 20:48,5 min | 18   |
| Mixed                                                     |                  |             |      |
| Rose Horning Benjamin Barbier Neve Gerard Tabor Greenberg | 4 × 5 km Staffel | 54:02,0 min | 5    |

| Athleten         | Wettbewerbe     | Qualifikation | Qualifikation | Viertelfinale | Viertelfinale | Halbfinale    | Halbfinale    | Finale        | Finale        | Rang   |
| Athleten         | Wettbewerbe     | Zeit          | Rang          | Zeit          | Rang          | Zeit          | Rang          | Zeit          | Rang          | Rang   |
| ---------------- | --------------- | ------------- | ------------- | ------------- | ------------- | ------------- | ------------- | ------------- | ------------- | ------ |
| Frauen           |                 |               |               |               |               |               |               |               |               |        |
| Sydney Drevlow   | Sprint Freistil | 3:36,98 min   | 09            | 3:39,01 min   | 6             | ausgeschieden | ausgeschieden | ausgeschieden | ausgeschieden | 26     |
| Neve Gerard      | Sprint Freistil | 3:39,84 min   | 15            | 3:41,61 min   | 4             | ausgeschieden | ausgeschieden | ausgeschieden | ausgeschieden | 17     |
| Rose Horning     | Sprint Freistil | 3:42,15 min   | 21            | 3:42,49 min   | 4             | ausgeschieden | ausgeschieden | ausgeschieden | ausgeschieden | 18     |
| Männer           |                 |               |               |               |               |               |               |               |               |        |
| Benjamin Barbier | Sprint Freistil | 3:06,34 min   | 06            | 3:15,90 min   | 6             | ausgeschieden | ausgeschieden | ausgeschieden | ausgeschieden | 26     |
| Tabor Greenberg  | Sprint Freistil | 3:08,64 min   | 13            | 3:07,08 min   | 1             | 3:09,69 min   | 3             | 3:17,33 min   | 3             | Bronze |
| Landon Wyatt     | Sprint Freistil | 3:13,69 min   | 30            | 3:13,95 min   | 5             | ausgeschieden | ausgeschieden | ausgeschieden | ausgeschieden | 25     |

### Skispringen
| Athleten                                                 | Wettbewerb               | 1. Durchgang                 | 1. Durchgang | 1. Durchgang | 2. Durchgang                | 2. Durchgang | 2. Durchgang | Gesamt | Gesamt |
| Athleten                                                 | Wettbewerb               | Weite                        | Punkte       | Rang         | Weite                       | Punkte       | Rang         | Punkte | Rang   |
| -------------------------------------------------------- | ------------------------ | ---------------------------- | ------------ | ------------ | --------------------------- | ------------ | ------------ | ------ | ------ |
| Frauen                                                   |                          |                              |              |              |                             |              |              |        |        |
| Estella Hassrick                                         | Normalschanze            | 82,5 m                       | 60,1         | 17           | 85,5                        | 67,5         | 16           | 127,6  | 16     |
| Josie Johnson                                            | Normalschanze            | 100,0 m                      | 99,2         | 3            | 107,0 m                     | 108,0        | 1            | 207,2  | Silber |
| Männer                                                   |                          |                              |              |              |                             |              |              |        |        |
| Jason Colby                                              | Normalschanze            | 91,0 m                       | 81,9         | 16           | 87,0 m                      | 73,1         | 19           | 155    | 17     |
| Sawyer Graves                                            | Normalschanze            | 72,5 m                       | 44,4         | 35           | 82,5 m                      | 59,5         | 28           | 103,9  | 32     |
| Mixed                                                    |                          |                              |              |              |                             |              |              |        |        |
| Estella Hassrick Sawyer Graves Josie Johnson Jason Colby | Normalschanze Mannschaft | 83,5 m 91,0 m 103,0 m 93,5 m | 352,8        | 5            | 77,0 m 89,0 m 93,5 m 91,0 m | 330,4        | 7            | 683,2  | 7      |

### Snowboard
| Athleten                         | Wettbewerbe               | Vorrunde | Viertelfinale | Halbfinale    | Finale/Kleines Finale | Rang |
| Athleten                         | Wettbewerbe               | Rang     | Rang          | Rang          | Rang                  | Rang |
| -------------------------------- | ------------------------- | -------- | ------------- | ------------- | --------------------- | ---- |
| Frauen                           |                           |          |               |               |                       |      |
| Hanna Percy                      | Snowboardcross            | 7        | —             | ausgeschieden | ausgeschieden         | 14   |
| Brianna Schnorrbusch             | Snowboardcross            | 3        | —             | 4             | Kleines Finale: 3     | 7    |
| Männer                           |                           |          |               |               |                       |      |
| Boden Gerry                      | Snowboardcross            | 3        | —             | 1             | Finale: 4             | 4    |
| Mason Hamel                      | Snowboardcross            | 2        | —             | 4             | Kleines Finale: 1     | 5    |
| Mixed                            |                           |          |               |               |                       |      |
| Boden Gerry Brianna Schnorrbusch | Mixed-Team Snowboardcross | Freilos  | 3             | ausgeschieden | ausgeschieden         | 9    |
| Mason Hamel Hanna Percy          | Mixed-Team Snowboardcross | Freilos  | 2             | 3             | Kleines Finale: 1     | 5    |

| Athleten            | Wettbewerb | Qualifikation | Qualifikation | Finale        | Finale        | Rang   |
| Athleten            | Wettbewerb | Punkte        | Rang          | Punkte        | Rang          | Rang   |
| ------------------- | ---------- | ------------- | ------------- | ------------- | ------------- | ------ |
| Frauen              |            |               |               |               |               |        |
| Sonora Alba         | Halfpipe   | 74,75         | 4             | 74,00         | 4             | 4      |
| Rebecca Flynn       | Slopestyle | 84,00         | 2             | 81,25         | 4             | 4      |
| Rebecca Flynn       | Big Air    | 89,50         | 2             | 153,00        | 2             | Silber |
| Olivia Lisle        | Slopestyle | 40,25         | 12            | ausgeschieden | ausgeschieden | 12     |
| Olivia Lisle        | Big Air    | 8,25          | 19            | ausgeschieden | ausgeschieden | 19     |
| Rochelle Weinberg   | Halfpipe   | 63,50         | 8             | 58,75         | 8             | 8      |
| Männer              |            |               |               |               |               |        |
| Noah Avallone       | Halfpipe   | 59,50         | 9             | 68,75         | 8             | 8      |
| Alessandro Barbieri | Halfpipe   | 84,00         | 3             | 84,75         | 2             | Silber |
| Brooklyn DePriest   | Slopestyle | 78,00         | 3             | 68,00         | 6             | 6      |
| Brooklyn DePriest   | Big Air    | 82,00         | 7             | 63,25         | 8             | 8      |
| Oliver Martin       | Slopestyle | 63,25         | 6             | 82,25         | 5             | 5      |
| Oliver Martin       | Big Air    | 83,00         | 6             | 179,50        | 2             | Silber |